# 粕谷甲一
粕谷 甲一（かすや こういち、1923年11月6日 - 2011年2月9日）は、日本のカトリック司祭、社会運動家。

## 経歴
インド・カルカッタ生まれ。アフリカ、中国で幼少期を過ごす。1944年受洗。1947年東京帝国大学工学部卒。河合栄治郎の影響を受ける。日本発送電入社、1950年東京カトリック神学院入学。1951年オーストリア・インスブルック大学神学校でカール・ラーナーに師事。1957年スイス・バールにて叙階。哲学博士号取得ののち59年帰国。浅草教会、アリの町教会で司牧。真生会館学生指導司祭、1961年館長、カトリック学生連盟指導司祭。67－82年青年海外協力隊勤務。1983年国際救援センターの設立に参加。1995年NPO法人「芝の会」理事長。

## 著書
- 『孤独を越えるもの』聖パウロ女子修道会 ユニバァーサル文庫 1965
- 『出会いまで』聖パウロ女子修道会 ユニヴァーサル文庫 1965
- 『うず潮の底にあるもの 日々のキリスト』林書店 1966
- 『新しき歌 現代キリスト教の一断面』中央出版社 1967
- 『「出会い」と「ふれあい」 花の香りの記録』講談社現代新書 1985
- 『神体験について 歓喜に通じる神秘的出会いの場』中央出版社 1989
- 『亀裂をこえるもの 一日本人のキリスト教理解の道程』新世社 1992
- 『出会いとふれあい 時をこえる思い出の秘義 一日本人のキリスト理解の道程』新世社 1993
- 『ゆれ動く日本人の心と宗教 大江健三郎とキリスト教、そしてオウム真理教をめぐって』新世社 1995
- 『十字架上の仏陀 バーミヤーン石仏への献花 花の香りの記 no.1』新世社 2002
- 『深き淵より新しき歌を 九・十一の傷痕を越えて 花の香りの記 no.2』サンパウロ 2003
- 『キリスト教とは何か1　復活の秘義をめぐって』女子パウロ会、2015

翻訳
- カール・ラーナー『カトリック司祭の独身制について』中央出版社 1968

## 論文
- Cinii